# Hochob
Hochob (kiejtése: hocsob, a második szótagon levő hangsúllyal) egy maja régészeti lelőhely délkelet-Mexikóban, Campeche államban. Eredeti neve nem ismert, a mai név, amit a 19. század végén adtak neki, szintén a maja nyelvből származik, jelentése „kukoricacső” vagy „hely, ahol a kukoricacsöveket őrzik”.

## Leírás
Hochob Campeche állam északkeleti részén, Hopelchén község területén található őserdővel körülvéve. A 261-es főútról Dzibalchénnél délnyugatra leágazva, majd Chencoh településnél délkeletre letérve közelíthető meg. Környéke viszonylag sík, kisebb dombokkal, maga a település is egy 30 méter magas dombra épült, amelynek tetejét egy körülbelül 50 m × 200 m-es területen síkká alakították. Itt található Hochob összes megmaradt építménye; a domboldalban álló, kezdetleges anyagokból épült házak ma már nincsenek meg.
Pontos történelmét nem ismerjük, különböző források szerint 300 körül vagy a késői klasszikus korban, 800 körül telepedhettek le itt az első emberek. A város valószínűleg Dzibilnocac vagy Xtampak alárendeltje lehetett. A ma is látható épületek 600 és 900 között épültek, a település fénykorát 850 és 1000 között élte. Bár lakossága ezután lassan kezdett elvándorolni, egy ideig még a spanyol hódítás után is lakott hely maradt. Az első leírást 1887-ben Teoberto Maler adta a lelőhelyről, majd 1895-ben a Globus című folyóiratban néhány fényképet is közölt róla.
Főépületének bejárata nyitott kígyószájat, és ezáltal a Föld-szörnyeteget szimbolizálja; ez a Chenes-stílus jellegzetessége. Az épület külseje gazdagon díszített, többek között Itzamná isten fenyegető arcú maszkjai is megtalálhatók rajta. A középső, téglalap alakú tér körül még két piramisos alapzatú torony is áll. Hochobban esővíz összegyűjtésére és raktározására szolgáló chultúnok is találhatók.

## Képek

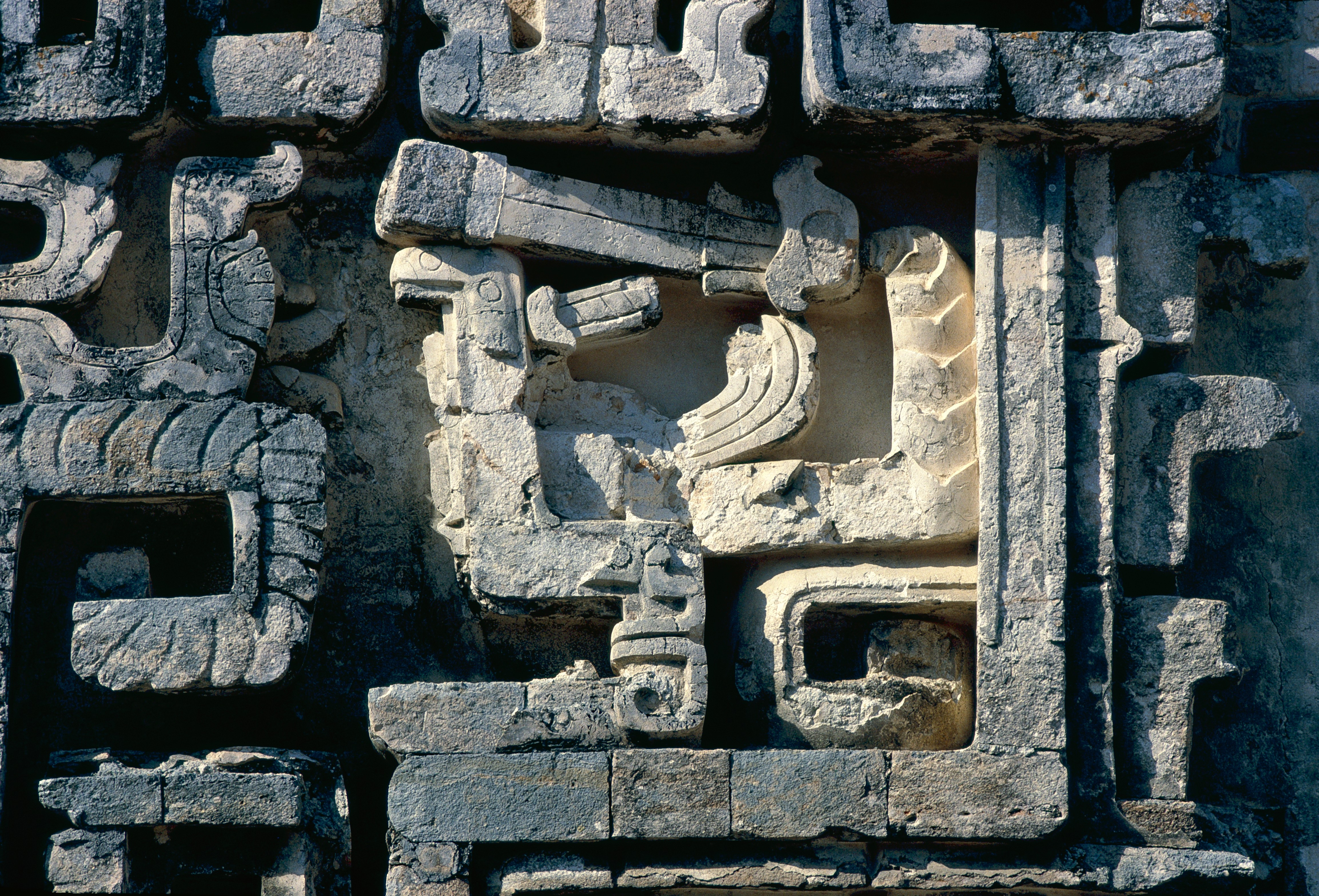
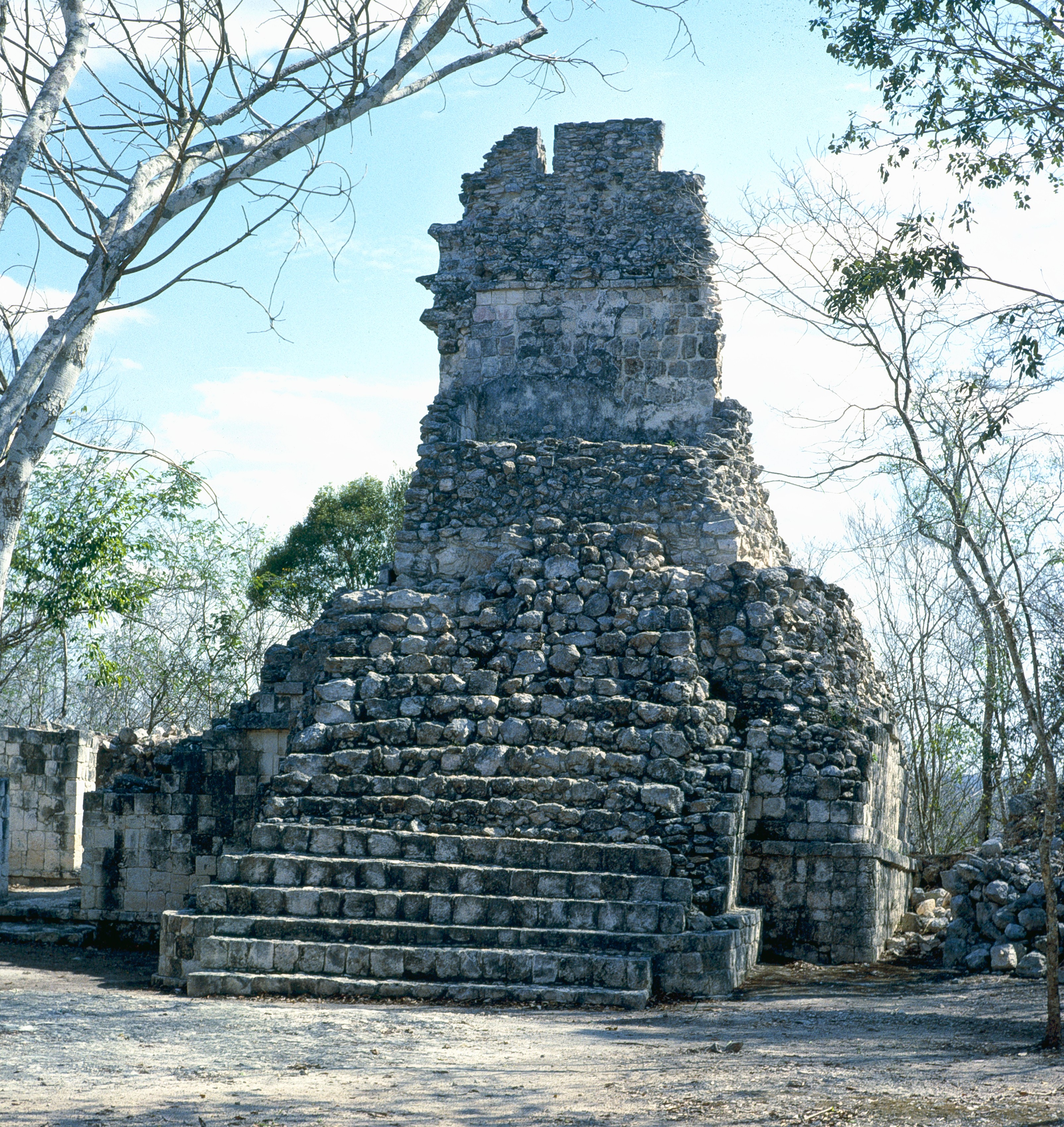
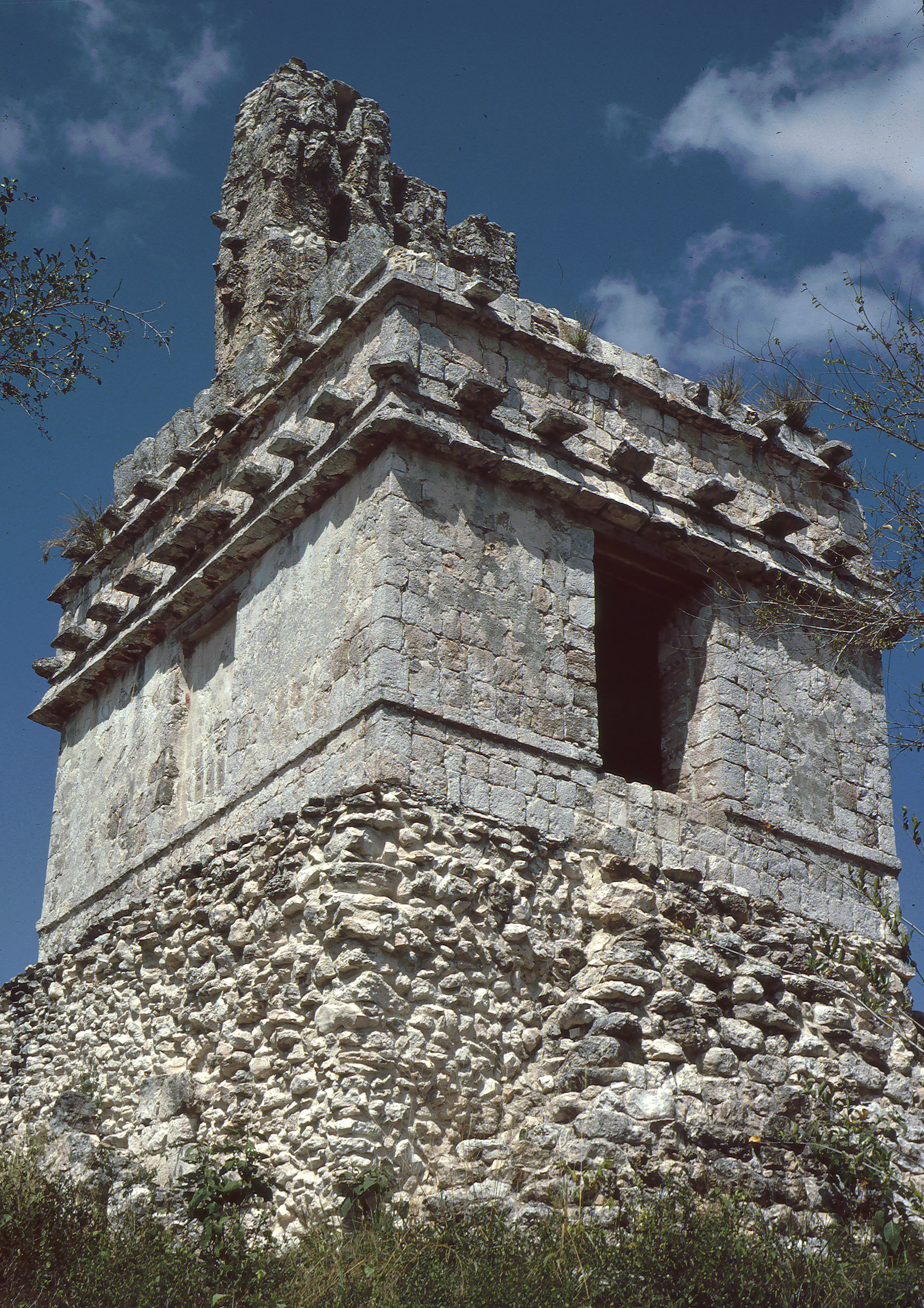